# Chasen

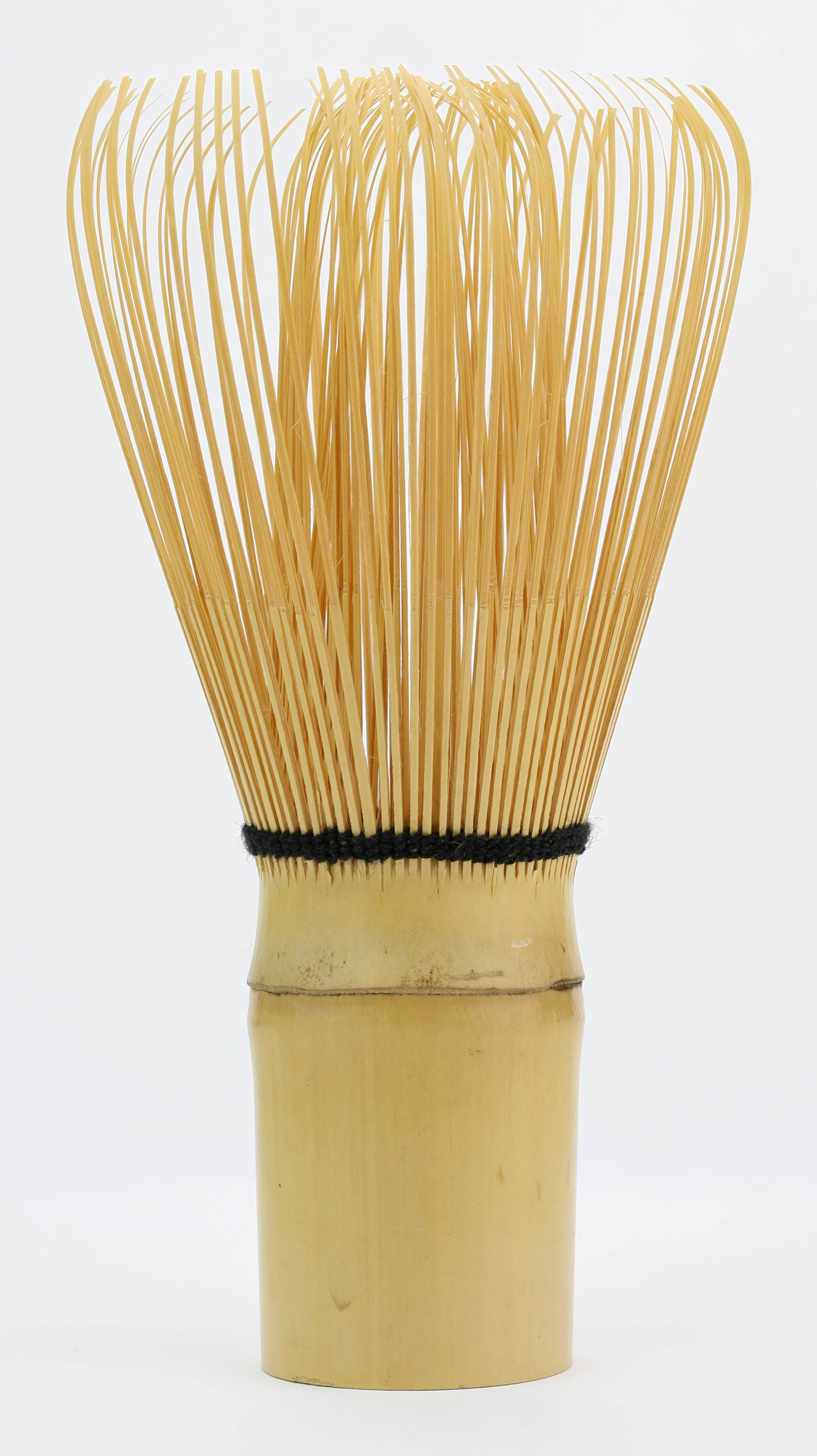
Il chasen (茶筅).

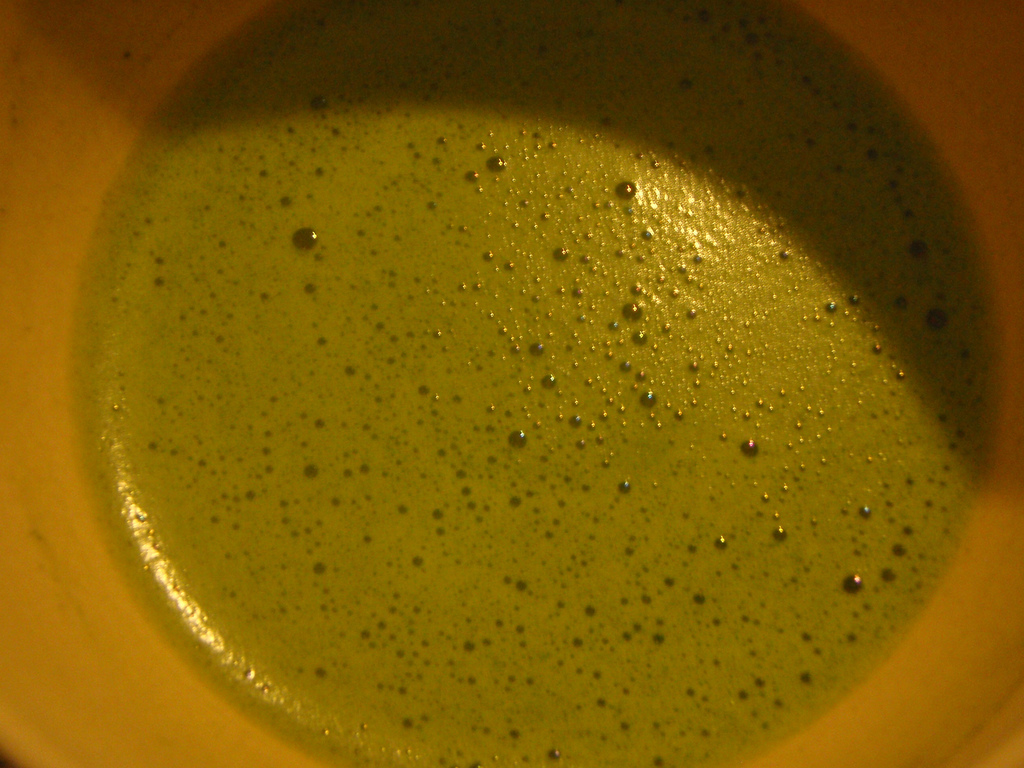
Il tè matcha (抹茶) dopo essere stato mescolato dal chasen (茶筅) con dell'acqua tiepida.

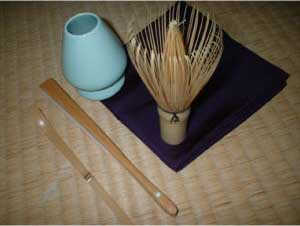
Un chasen visto dall'alto con altri oggetti della Cerimonia del tè.

Il Chasen (茶筅) è un frullino di bambù atto a mescolare, nella Cerimonia del tè giapponese (Cha no yu, 茶の湯), il tè in polvere (matcha 抹茶) all'interno della tazza (chawan 茶碗) con dell'acqua calda (60 °C) assolutamente non bollente. Questo frullino è fabbricato da un singolo pezzo di bambù dello spessore di 2-2,5 centimetri e lungo dai 9 ai 12 centimetri. A partire da questo singolo pezzo, nella parte superiore il bambù viene sfilacciato per generare delle strisce sottili ripiegate verso l'interno e denominate hosaki (穂先). Al centro della rosa composta dalle strisce di bambù, una parte di queste vengono riunite a formare il chajimi (茶じみ) che è il cuore del chasen. Alla loro base, tutte queste strisce di bambù vengono raccolte da una cordicina di tessuto nero denominata karami-ito (絡み糸). A partire dal karami-ito, sotto un nodo della venatura denominato fushi (節), si forma il manico denominato jiku (軸). I colori del bambù usato e quindi le tonalità del chasen variano a seconda delle scuole. Così, ad esempio, la scuola Urasenke (裏千家) preferisce chasen chiari rispetto alla scuola  Omotesenke (表千家) che preferisce tonalità più scure.